# Ruth Rosenbaum
Ruth Rosenbaum (ur. 1 lutego 1907 w Gdańsku, zm. prawd. ok. 1990 w Izraelu) – żydowska nauczycielka, jedyna w historii dyrektorka żydowskiego gimnazjum Rosenbaumów w Wolnym Mieście Gdańsk.

## Życiorys
Pochodziła z wpływowej rodziny o naukowych tradycjach. Prawdopodobnie w Niemczech odebrała gruntowne wykształcenie. W 1934, gdy wróciła do Gdańska, szukała etatu nauczycielskiego w szkole, ale odmówiono jej zatrudnienia ze względu na żydowskie pochodzenie. Odbyła wstępną praktykę w gdańskiej Żydowskiej Szkole Ludowej. Wówczas zdecydowała się założyć własne gimnazjum (tzw. Gimnazjum Rosenbaumów), które funkcjonowało w latach 1934–1939. Pracowała w nim m.in. Romana Haberfeld.
W listopadzie 1934 Rosenbaum wzięła udział w konferencji pedagogicznej we Frankfurcie, którą poświęcono kierunkom rozwoju szkolnictwa żydowskiego.
W kwietniu 1939, po zamknięciu szkoły, Rosenbaum wyjechała z Gdańska do Izraela prawdopodobnie przez Francję. Tam od listopada 1938 mieszkali jej rodzice. 
Wojenne i powojenne losy Ruth Rosenbaum nie są znane. Według Güntera Grassa mieszkała z matką w Hajfie. W mieszkaniu miała wiele pamiątek z Gdańska. W 2007 Mieczysław Abramowicz pisał, że „zmarła kilka lat temu w Izraelu”, ale Anna Sadowska utrzymuje, że stało się to w latach dziewięćdziesiątych XX w..

## Upamiętnienie
Jej sylwetka została wspomniana w scenariuszu gry miejskiej pt. Żydzi gdańscy – na szlaku wspomnień zorganizowanej w Gdańsku w 2012.